# Чемпіонат Європи з хокею із шайбою 1927
Чемпіонат Європи з хокею із шайбою 1927 — 12-й чемпіонат Європи з хокею із шайбою, який проходив у Австрії з 24 січня по 29 січня 1927 року. Матчі відбувались у Відні.

## Результати
24 січня
| Команда #1 | Результат | Команда #2     |
| ---------- | --------- | -------------- |
| Австрія    | 6:0       | Угорщина       |
| Німеччина  | 2:1       | Чехословаччина |

25 січня
| Команда #1 | Результат | Команда #2     |
| ---------- | --------- | -------------- |
| Німеччина  | 2:1       | Польща         |
| Бельгія    | 2:0       | Чехословаччина |

26 січня
| Команда #1 | Результат | Команда #2 |
| ---------- | --------- | ---------- |
| Бельгія    | 6:0       | Угорщина   |
| Австрія    | 3:1       | Польща     |

27 січня
| Команда #1     | Результат | Команда #2 |
| -------------- | --------- | ---------- |
| Німеччина      | 5:0       | Угорщина   |
| Чехословаччина | 1:1       | Польща     |
| Австрія        | 1:0       | Бельгія    |

28 січня
| Команда #1     | Результат | Команда #2 |
| -------------- | --------- | ---------- |
| Чехословаччина | 5:0       | Угорщина   |
| Бельгія        | 2:2       | Польща     |
| Австрія        | 2:1       | Німеччина  |

29 січня
| Команда #1 | Результат | Команда #2     |
| ---------- | --------- | -------------- |
| Бельгія    | 3:0       | Німеччина      |
| Угорщина   | 1:6       | Польща         |
| Австрія    | 1:0       | Чехословаччина |

## Підсумкова таблиця
|                | М | В | Н | П | Ш    | Очк |
| -------------- | - | - | - | - | ---- | --- |
| Австрія        | 5 | 5 | 0 | 0 | 13:2 | 10  |
| Бельгія        | 5 | 3 | 1 | 1 | 13:3 | 7   |
| Німеччина      | 5 | 3 | 0 | 2 | 10:7 | 6   |
| Польща         | 5 | 1 | 2 | 2 | 11:9 | 4   |
| Чехословаччина | 5 | 1 | 1 | 3 | 7:6  | 3   |
| Угорщина       | 5 | 0 | 0 | 5 | 1:28 | 0   |

| Чемпіон Європи 1927 Австрія Перший титул |